# Дюни (курорт)
Вижте пояснителната страница за други значения на дюна.
„Дюни“ е българско курортно селище на Черно море. Разположен е на първокласния път от Созопол към Приморско и Царево сред борова гора. Отстои на 5 км южно от Созопол и на 10 км северно от резервата Ропотамо.
Според Националния статистически институт, към 2020 година комплексът разполага с 3190 легла в 4 места за настаняване, броят на нощувките е 114 хиляди, а на пренощувалите – 20 хиляди души.
Той е сред най-новите черноморски курорти, построен през 1987 г. от австрийска фирма.
Разполага с голям и добър плаж, който се разстила на юг, по протежение на главния път за Царево и блатото Алепу. Комплексът обединява няколко архитектурни стила, които взаимно се допълват и като цяло пресъздават средиземноморската и типично българска атмосфера. Луксозен и скъп, особено за индивидуалните туристи.